# Cutuglagua
Cutuglagua ist ein südlicher Vorort der ecuadorianischen Hauptstadt Quito und eine Parroquia rural („ländliches Kirchspiel“) im Kanton Mejía der Provinz Pichincha. Die Parroquia Cutuglagua besitzt eine Fläche von 32,26 km². Die Einwohnerzahl lag im Jahr 2010 bei 16.746. 

## Lage
Die Parroquia Cutuglagua liegt in den Anden im Süden des Ballungsraumes Quito. Das Areal erstreckt sich entlang der OSO-Flanke des 4455 m hohen Vulkans Atacazo. Das Gebiet wird nach Osten zum Río San Pedro entwässert. Dieser fließt etwa 500 m von der östlichen Verwaltungsgrenze entfernt nach Norden. Das etwa 3040 m hoch gelegene Verwaltungszentrum befindet sich 16 km nördlich vom Kantonshauptort Machachi sowie 17 km südsüdwestlich vom Stadtzentrum der Hauptstadt Quito.
Die Parroquia Cutuglagua grenzt im Norden an das Municipio von Quito (Kanton Quito), im Osten an die Parroquia Uyumbicho, im Süden an die Parroquia Tambillo, im Südwesten an die Parroquia Alóag sowie im äußersten Westen an die Parroquia Lloa (Kanton Quito).

## Geschichte
Cutuglagua war ursprünglich ein Caserío in der Parroquia Uyumbicho. Die Parroquia Cutuglagua wurde am 25. September 1950 gegründet. Zuvor stimmte am 15. Februar die Bevölkerung für die Gründung der Parroquia.